# Arsène Tema Biwolé
Arsène Tema Biwolé est un ingénieur nucléaire et physicien camerounais au Massachusetts Institute of Technology (MIT).

## Biographie

### Enfance et Débuts
Arsène Tema Biwolé est né le 15 juin 1992 au "camp Bamoun" - construit durant la colonisation allemande - à Bafoussam, dans l'Ouest du Cameroun.
Prématuré et malade durant son enfance, ses frères et lui sont élevés par une mère célibataire dans un environnement modeste. Arsène étudie la physique newtonienne dans des livres de sciences physiques sans électricité, à la lumière de la lampe.
Il étudie l'ingénierie nucléaire à l'École polytechnique de Turin, devenant le seul Camerounais engagé dans ce cursus.
En avril 2017, avec une bourse du ministère américain de l'Énergie, il poursuit ses recherches en vue d'une thèse de Master à San Diego en Californie chez General Atomics, travaillant ainsi dans le Fusion Theory Group de cette entreprise.

### Carrière
En 2017, Arsène Tema Biwolé participe à la 59e réunion des scientifiques de l'American Physical Society (Société américaine de physique) sur l'état plasma, un état de la matière. Devenant ainsi membre des sociétés de physique les plus prestigieuses. Il est, comme Ernest Simo, un des rares camerounais à intégrer une haute institution scientifique américaine.
Le 19 avril 2018, lors d'un passage à Frankfurt en Allemagne, il se présente lors d'un live sur les réseaux sociaux avec Claude Wilfried Ekanga et parle de ses travaux et recherches.
Il est titulaire d'un Doctorat en Physique, obtenu à l'École Polytechnique Fédérale de Lausanne, titré comme suit : "Measuring the electron energy distribution in tokamak plasmas from polarised electron cyclotron radiation".
En juin 2023, Arsène Tema Biwolé rejoint le Massachusetts Institute of Technology (MIT), pour travailler pour le tokamak SPARC, exploité par Commonwealth Fusion Systems en collaboration avec le Massachusetts Institute of Technology (MIT) Plasma Science and Fusion Center(PSFC).

### Reconnaissances et distinctions
Arsène Tema Biwolé est considéré, en 2018, comme l'un des scientifiques Africains les plus prometteurs selon Jeune Afrique.
En 2020, Arsène Tema Biwolé est lauréat du prix Excellence Jeunesse au Cameroun et est désigné Ambassadeur du projet Youth Connekt Cameroon.
Lors d'un sondage populaire réalisé par la plateforme d'information en ligne Afrik-inform, Arsène Tema Biwolé est désigné comme la personnalité camerounaise préférée de la diaspora pour l'année 2020.
De janvier à février 2021, il parcourt lycées et universités au Cameroun pour susciter des vocations au sein de la jeunesse,.
Le 10 février 2021, Arsène Tema Biwolé est cité par Paul Biya, président de la République du Cameroun, comme un modèle pour la jeunesse.
En février 2021, Arsène Tema Biwolé reçoit, lors d'une allocution publique, les félicitations et les encouragements de Maurice Kamto pour ses projets et ses ambitions énergétiques pour l'Afrique et l'Humanité,.
Arsène Tema Biwolé est l'invité de l'émission actualité hebdo à la CRTV le 14 février 2021. Au cours de l'émission, Arsène analyse les enjeux du nucléaire et la problématique de l'électrification au Cameroun et en Afrique.
En mars 2023, le physicien Arsène Tema Biwolé soutient publiquement sa thèse de Doctorat en Physique à l'École Polytechnique Fédérale de Lausanne . Laquelle thèse a été unanimement proposée par le jury pour le prix de thèse de doctorat de L’EPFL.

## Distinctions
- Politecnico di Torino Distinguished Academic Achievement Award, 2012.
- EDISU Piemonte super merit student prize 2012[4].
- Banca Sella Research award, 2016 [4].
- Chevalier de l'Ordre du Mérite Camerounais par décret du 31 août 2021, signé par le président de la République du Cameroun.
- Ambassadeur Excellence in Africa de L'École Polytechnique Fédérale de Lausanne[19],[20].
- EPFL Doctoral Program Thesis Distinction, 2023, Nommé[18].